# Banksia aculeata
Banksia aculeata là một loài thực vật có hoa trong họ Quắn hoa. Loài này được A.S.George miêu tả khoa học đầu tiên năm 1981.
Loài này phân bố từ dãy Stirling ở phía tây nam của Tây Úc. Là một loại cây bụi cao tới 2 m, nó có tán lá rậm rạp và những chiếc lá có rìa răng cưa rất nhiều gai. Các gai hoa màu hồng nhạt, rủ (treo) khác thường, thường ẩn trong tán lá và xuất hiện vào đầu mùa hè. Mặc dù nó được thu thập bởi nhà tự nhiên học James Drummond vào những năm 1840, Banksia aculeata không được chính thức mô tả cho đến năm 1981, bởi Alex George trong chuyên khảo của ông về chi banksia.
Là một loài thực vật quý hiếm, Banksia aculeata được tìm thấy trong đất có nhiều sỏi ở các khu vực cao. Là loài bản địa từ một môi trường sống bị đốt cháy bởi các đám cháy rừng định kỳ, loài này thường bị lửa thiêu chết và tái sinh từ hạt giống sau đó. Trái ngược với các cây trong chi banksia Tây Úc khác, nó dường như có một số khả năng chống lại nấm mốc nước sinh ra từ đất Phytophthora cinnamomi.